# Roentgenia
Roentgenia é um género botânico pertencente à família Bignoniaceae.

## Espécies
- Roentgenia bracteomana
- Roentgenia sordida